# Liste des gares de l'Allier

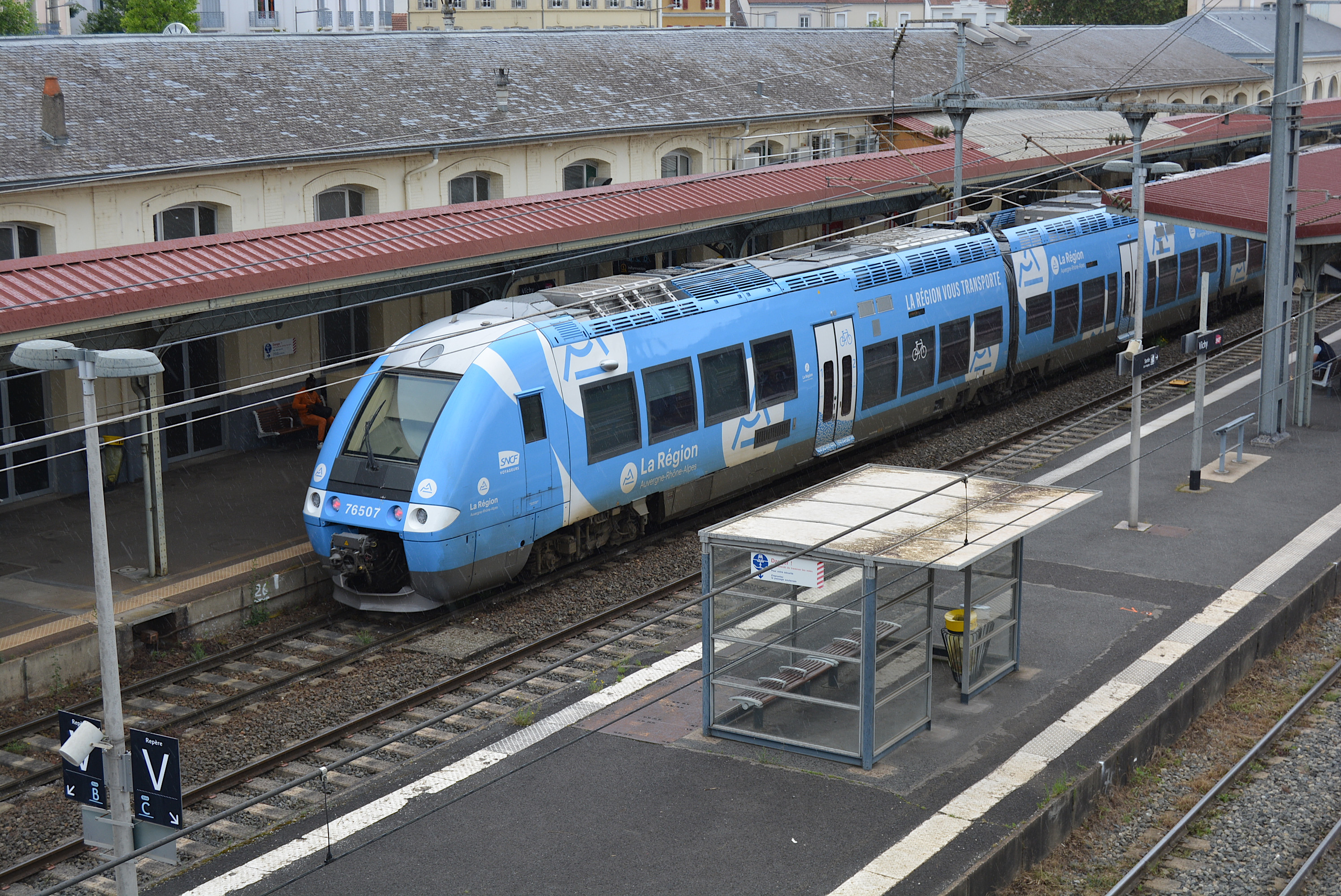
Train en gare de Vichy.

La liste des gares de l'Allier, est une liste des gares ferroviaires, haltes ou arrêts, situées dans le département de l'Allier, en région Auvergne-Rhône-Alpes.
Gares et haltes, triées par ordre alphabétique, existantes ou ayant existé dans le département de l'Allier.

## Gares ferroviaires des lignes du réseau national
Les gares de Moulins-sur-Allier, Saint-Germain-des-Fossés et Vichy sont desservies par des trains Intercités.
Les gares de Cusset, Dompierre-Sept-Fons, Gannat, Lapalisse - Saint-Prix, Montluçon-Ville, Moulins-sur-Allier, Saint-Germain-des-Fossés, Souvigny, Urçay, Varennes-sur-Allier et Vichy sont ouvertes au service des marchandises.[réf. souhaitée]

### Gares ouvertes au trafic voyageurs
- Gare de Bellenaves
- Gare de Bessay-sur-Allier
- Gare de Commentry
- Gare de Dompierre-Sept-Fons
- Gare de Gannat
- Gare d'Huriel
- Gare de Louroux-de-Bouble
- Gare de Magnette
- Gare de Montluçon-Rimard
- Gare de Montluçon-Ville
- Gare de Moulins-sur-Allier
- Gare de Saint-Bonnet-de-Rochefort
- Gare de Saint-Germain-des-Fossés
- Gare des Trillers
- Gare d'Urçay
- Gare de Vallon-en-Sully
- Gare de Varennes-sur-Allier
- Gare de Vichy
- Gare de La Ville-Gozet
- Gare de Villeneuve-sur-Allier

### Gares fermées au trafic voyageurs
- Gare de Bézenet
- Gare de Chamblet (2011)[Note 1]
- Gare de Chavenon (1972)
- Gare de Cosne-d'Allier
- Gare de Cusset (ouverte au fret)
- Gare de Diou (2011)[Note 1]
- Gare de Doyet-la-Presle
- Gare de La Ferté-Hauterive
- Gare de Lapalisse - Saint-Prix (2006, fret)
- Gare de Lignerolles
- Gare de Montbeugny
- Gare de Murat
- Gare de Néris-les-Bains
- Gare de Noyant-d'Allier
- Gare de Saint-Gérand-le-Puy - Magnet
- Gare de Saint-Pierre-Laval
- Gare de Saint-Pourçain-sur-Sioule (2007, fret)[Note 2]
- Gare de Souvigny (fret, tourisme)
- Gare de Thiel-sur-Acolin (2011)[Note 1]
- Gare de Tronget
- Gare de Villefranche-d'Allier

## Gares ferroviaires des lignes du réseau secondaire
- Gare du Mayet-de-Montagne